# Matosinhos (freguesia)
Matosinhos is een plaats (freguesia) in de Portugese gemeente Matosinhos en telt 28.488 inwoners (2001).